# Shift – Leben in der digitalen Welt
SHIFT – Leben in der digitalen Welt ist ein wöchentliches Magazin der Deutschen Welle. Jede Folge untersucht einen Aspekt der Digitalisierung und zeigt, welche Folgen der Wandel für Gesellschaft und Kultur hat.
Seit Februar 2019 wird Shift von Moderator Roger Ditter präsentiert. SHIFT wird im Bereich "Digitales Leben" der Deutschen Welle in Berlin produziert. Neben der deutschen Ausgabe gibt es eine englische, spanische und arabische Fassung der Sendung. Partnerstationen in aller Welt übernehmen „Shift – Leben in der digitalen Welt“ und die fremdsprachigen Fassungen in ihr Programm. Dazu kommt die Verbreitung über Live-Stream und Video-on-Demand.
Die Sendungsinhalte von SHIFT werden außerdem auf einem deutschen und englischen Facebook-Kanal verbreitet. Auf YouTube ist SHIFT im englischsprachigen Kanal SHIFT abrufbar. Die Social-Media-Kanäle werden von den Redakteuren im Bereich "Digitales Leben" betreut.

## Ausstrahlung
Die 12-minütige Sendung erreicht alle Zielregionen des deutschen Auslandsfernsehens zur jeweiligen Hauptsendezeit. Das Magazin wird seit dem 6. Februar 2012 wöchentlich in einer deutschen, englischen und spanischen Fassung produziert und verbreitet. Seit 2015 gibt es zusätzlich eine arabische Version.
Darüber hinaus wird das Magazin in Randzeiten auf Tagesschau24 ausgestrahlt.